# Rafael Fernández (trener piłkarski)
Rafael Fernández Loperena (ur. 12 grudnia 1977 w mieście Meksyk) – meksykański trener piłkarski.